# 明尼阿波利斯艺术与设计学院
明尼阿波利斯艺术与设计学院 (Minneapolis College of Art and Design，缩写为MCAD)是一所私立，非盈利性质，四年制，包含学士后教育，专精于视觉艺术的大学。 该学院位于美国明尼苏达州明尼阿波利斯的维特区（Whitter）。 明尼阿波利斯艺术与设计学院现有约800余名学生（包括硕士），提供绘画，动画，创业学习，版画，雕塑，造纸，摄影，电影制作，插画，平面设计，书籍艺术，家具设计，文科学习（如心理，历史，文学等）漫画，产品设计，网页设计，及可持续设计。明尼阿波利斯艺术与设计学院是为数不多的提供漫画专业的艺术学校。

## 历史
明尼阿波利斯艺术与设计学院成立于1886年，由明尼阿波利斯美术馆董事会成员发起，原学院名为明尼阿波利斯纯艺术学校（Minneapolis School of Fine Arts）。 道格拉斯-福克（Douglas Volk，1856–1935)，一位曾在法国巴黎学习，师从注明雕塑家让-里奥·杰洛姆 (1824–1904)的肖像画家成为了这所学校第一位校长。他的就职典礼在明尼阿波利斯市中心的一个公寓内举行，第一届入学学生共有28名学生，其中26名是女生。
1889年12月，学校转移到了一个更稳定的地点，位于第十大道和汉尼斌大道（Hennepin Avenue）交界处，刚刚成立的明尼阿波利斯公共图书馆（Minneapolis Public Library）顶楼。1893年，德裔画家和教育家罗伯特-寇乐（Robert Koehler，1850–1917)从纽约来到明尼苏达并成为了下一任校长。在接下来的十年内，他开发了许多如今被称为艺术教育领域内的课程。至20世纪初，学院有两位指导员负责夏季课程，以及新增的给走读学生准备的夜校。1910年，学校更名为明尼阿波利斯艺术学校（Minneapolis School of Art）以表示学校提供新的更广泛的艺术领域教育。
1915年，学校搬迁到了明尼阿波利斯市中心以南一英里处，也就是现在的地点，并在新建的明尼阿波利斯美术馆内假设教室。这个占地10-英畝（4-公頃）的美术馆和学校是由当地著名银行家和商人克林顿-莫里森（Clinton Morrison，1842–1913)于1911年捐赠给明尼阿波利斯市政府的。这块地原先坐落着莫里森的父亲，明尼阿波利斯市第一任市长，多里勒斯-莫里森（Dorilus Morrison，1814–1897)和母亲哈莉叶特-普特南-怀特摩尔-莫里森（Harriet Putnam Whitmore Morrison，1821–1880)的庄园。 莫里森的遗产现在由明尼阿波利斯公园与重建办公室（Minneapolis Park and Recreation Board）代为打理，现在官方命名为多里勒斯-莫里森公园。
1916年，学校新增了一栋相连的新教学楼，朱莉娅-莫里森纪念楼（Julia Morrison Memorial Building）。该楼是由安格斯-沃什苯-莫里森博士（Dr. Angus Washburn Morrison，1883–1949)和他的姐姐伊塞尔-莫里森-菀-德利普（Ethel Morrison Van Derlip，1876–1921)捐款给明尼阿波利斯美术馆简称的，意在纪念他们的母亲，茱莉亚-科隆-沃什苯-莫里森（Julia Kellogg Washburn Morrison，1853–1883)克林顿-莫里森之妻。莫里森楼由知名设计师埃德温-郝力-贺维特（Edwin Hawley Hewitt，1874–1939),同时也是前明尼阿波利斯美术馆馆长。莫里森楼包含了三个自然光展厅，数间行政办公室，工作室以及讲堂。
1970年，学校更名为明尼阿波利斯艺术与设计学院，以反应其在艺术和文科领域的拓展。那时学校已有近600名学生，学校当时设施不足以满足需求，故于1974年由普利兹克建筑奖获得者，现代建筑师丹下健三(1913–2005)设计扩建一系列“艺术综合体”建筑，包括儿童剧院公司（Children's Theatre Company），和一个明尼阿波利斯美术馆的主要拓展。
1988年7月1日，明尼阿波利斯艺术与设计学院成为了独立机构，不再由明尼阿波利斯美术馆管辖。
2002年，I.D.杂志（The International Design Magazine）称明尼阿波利斯艺术与设计学院为美国前十的设计学院（"Top Ten Design Schools." （页面存档备份，存于））

## 学位与证书
明尼阿波利斯艺术与设计学院提供以下学位证书。
纯艺术学士学位: 
纯艺术学士学位项目提供以下专业：动画，漫画，制图，绘画，版画，电影制作，纯艺术，家具设计，平面设计，插画，网页设计与多媒体环境，摄影，书籍装帧，雕塑。
科学学士学位: 
科学学士学位项目提供创业学习专业。该专业学生将从第一天开始在学院学习就将有机会面对真实客户，接手真实订单等等。这给了该专业学生真实社会经验而不仅仅是书面教育，并与产业内人士建立关系网，真正融入这一产业体系。
继续教育（Continuing Education）:
明尼阿波利斯艺术与设计学院面向儿童，少年，青年和成人提供一系列继续教育。成人课程包括兴趣拓展（无学位证书）和专业教育（有学位证书）。
纯艺术硕士学位: 
纯艺术硕士学位项目提供以下专业：动画，漫画，制图，电影制作，家具设计，平面设计，插画，交互多媒体（交互设计），绘画，摄影，版画，雕塑。该项目主要使用导师教学制，由学生选择一位在校教授或相关专业艺术家，一对一与导师讨论他们的目标，并在相关领域制定计划，满足研究生的学术需求。
艺术硕士学位（独立项目）:  
自2004年起，明尼阿波利斯艺术与设计学院硕士项目是其第一个认证承认的网上项目，包括建筑设计，专注于任何可持续发展的项目。该项目由长期专职及在职的可持续发展从业人员发起及授课，他们来自Worldchanging，Biomimicry Guild，The Natural Step，Sustainable Packaging Coalition，Living Principles，the Permaculture Guild等等。来自各种领域，专业，文化背景的学生将会在一起探讨分享不同观点，共同学习如何把系统性的知识融入到他们自己的作品中。不仅设计师，商人，政府官员也学习了如何更好地把他们的知识融入到实际工作中去，并了解了设计思维，学习如何长期有效的创新。
学士后学位证书（独立项目）:  
明尼阿波利斯艺术与设计学院提供两个专业的学士后学位项目，面向已经拥有学士学位的学生以及成人。平面设计学士后学位为半在校半网课项目，为学生提供成为专业平面设计师的大部分需求。交互设计及市场营销学士后学位证书，该项目提供网页设计和市场营销课程，是全程网课教学。

## 校园环境

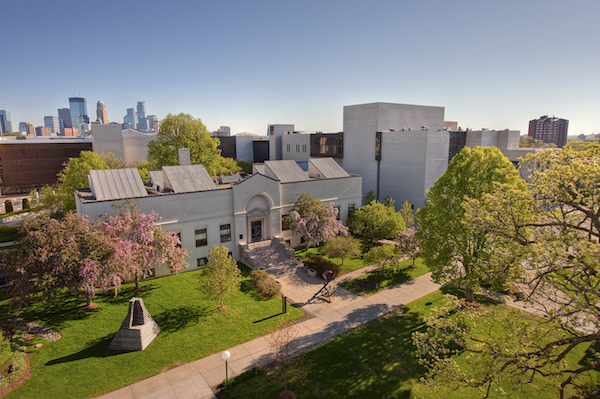
明尼阿波利斯艺术与设计学院校园

明尼阿波利斯艺术与设计学院位于2501 Stevens Avenue，明尼阿波利斯市中心的南部。学院与明尼阿波利斯美术馆与其内的儿童剧院公司共享一块18英亩的土地。明尼阿波利斯艺术与设计学院校园包括8栋建筑和3块草坪。
- 明尼阿波利斯艺术与设计学院提供的在校住宿条件
  - 122个单元
  - 10个独立经济型单元
  - 63个单卧单元
  - 40个双卧单元
  - 9个三卧单元
- 其中43%的单元是包含配套设施的

明尼阿波利斯日语学院，一个由日本教育部指定的周末课程项目 之前在校园内上课。

## 展览
明尼阿波利斯艺术与设计学院提供1个主展览场地，一个位于大堂的展览场地，一个室外雕塑花园，一个学生专用的148展览馆。学院组织日常艺术设计展览，招待会，邀请艺术家，科学家，文学家演讲，等等活动。这些活动都是免费并向大众开放的。

## 招生人数
- 本科生: 650人
- 本科一年级生: 140
- 硕士生: 44

## 知名校友和教职工
- 赤川勝司（Kinji Akagawa）： 日裔雕塑家， 版画家，教育家，以其极其实用的雕塑闻名。
- 亨利·班纳恩（Henry Bannarn）：艺术家，以其哈莱姆文艺复兴的作品闻名。
- 帕特里克·詹宁斯·布雷迪（Patrick Jennings Brady）：艺术家，以其组织了“the Cig Art benefits”闻名。
- 阿诺德-弗兰兹-布雷兹（Arnold Franz Brasz）：画家， 雕塑家，版画家。
- 埃丝特·布布利（Esther Bubley）：摄影师，专注于记录普通人的生活。
- 南锡·卡尔森（Nancy Carlson）：儿童书作家，插画家。她的个人网页 （页面存档备份，存于）
- 詹姆斯·卡斯比尔（James Casebere）：知名现代艺术家，摄影师。
- 阿道夫·等（Adolf Dehn）：石/铁版画家(Lithographer)，曾帮助确认一些重要的美国艺术运动，包括美国哥特式，社会现实主义， 和讽刺画。
- 格雷戈里·欧几里德（Gregory Euclide）： 当代艺术家，教师，以其为美好冬季乐团，格莱美奖最佳新人获得者（格莱美奖），设计专辑闻名。
- 约翰·伯纳德·弗兰纳根（John Bernard Flannagan）：美国第一位直雕（direct carving or taille directe)从业者。
- 汪达·佳谷：艺术家，作家，翻译家，插画家，以其创作儿童书籍一百万只猫闻名。
- F·基奥治·格利森（F. Keogh Gleason）：作为布景师在米高梅 工作室工作40多年，曾获奥斯卡最佳艺术指导奖， 奥斯卡金像奖最佳布景美术指导（黑白片）。
- 玛丽·格兰德普里（Mary GrandPré）：插画家，以其为美版哈利波特作插画闻名。曾获凯迪克奖， Quill Award for Children's chapter book/middle grade 和 Quill Award for Book of the year。
- 西奥多·豪普（Theodore Haupt）：现代主义画家，雕塑家，壁画家，曾为纽约客杂志封面作画。
- 达恩·尤尔根斯（Dan Jurgens）：漫画家，艺术家，作家，以其 超人 (漫画书)和超人（第二卷）闻名。
- 万斯·A·拉森（Vance A. Larson）：抽象派画家，肖像画家。
- P.斯科特·玛克拉（P. Scott Makela）：平面设计师，多媒体设计师，字体设计师，曾为 Dead History 一书设计字体。
- 马克·马尔曼（Mark Mallman）：电影歌曲作曲家，音乐家。
- 林斯·毛雷尔（Linus Maurer）：卡通制作人，插画家， 智力游戏设计师（如拼图）。
- 金·梅尔森（Jin Meyerson）：韩裔艺术家，以其超规格尺寸的绘画作品和大量细节闻名。
- 克里斯·门罗（Chris Monroe）： Cartoonist, illustrator, and author best known for her weekly comic strip “Violet Days.”
- 乔治·莫里森（George Morrison）：风景画家，雕塑家，部分抽象派画家。
- 丽莎·楠基维（Lisa Nankivil）：以其抽象艺术，条纹格式油画和抽象的單刷版畫闻名。
- 帕特里夏·奥尔森（Patricia Olson）：美国视觉艺术设计师，平面设计师，画家，女性艺术创作者（feminist artist），具象艺术教育家。
- 克拉拉·埃尔森·佩克（Clara Elsene Peck）： 插画家，因其20世纪早期关于女人和小孩的插画闻名。
- 塔尼亚·德尔·瑞尔（Tania del Rio）： 卡通制作人，致力于创作与发展漫画书，曾在阿奇漫畫工作。
- 詹姆斯·羅森奎斯特（James Rosenquist）：艺术家，波普艺术运动中的著名人物之一。现有作品于现代艺术博物馆， 旧金山现代艺术博物馆展出。
- 约翰·霍华德·桑登（John Howard Sanden）：肖像画家，曾为前总统乔治·W·布什和前第一夫人劳拉·威尔士·布什作过肖像画。
- 保罗·沙布鲁姆（Paul Shambroom）：摄影师，曾是古根海姆基金会的一员。
- 艾伦·斯邦格勒（Aaron Spangler）：当代艺术家，雕塑家，版画家，他们的雕塑由椴木块雕刻而成，并用黑色石膏底料和石墨涂层。
- 阿德里安·斯顿堡（Adrien Stoutenburg]]：诗人，少年文学作家，他的作品Heroes, Advise Us被收录在1964年的 Lamont Poetry Selection 一书中。曾获 James Laughlin Award。
- 彼得·瓦格纳（Pete Wagner）：政治漫画家，动画家，活动家，作家，学者，漫画艺术家。他的工作经常是媒体争议的焦点。
- 本·威尔莫尔（Ben Willmore）： 摄影师，作家，企业家，闻名于其数字图像的专业见解，并出版多部书籍，包括PS工作室技术要点（Photoshop Studio Techniques）
- 杰·可根(Jay Coogan): 艺术家， IYRS科学与设计学院第三任校长，明尼阿波利斯艺术与设计学院第十六任校长。

## 相关链接
- 明尼阿波利斯艺术与设计学院官网 （页面存档备份，存于）
- Package Design杂志中有关MCAD项目的报导
- 明尼苏达州大学列表（英语：List of colleges and universities in Minnesota）

44°57′25.95″N 93°16′29.6″W / 44.9572083°N 93.274889°W